# فيسوكوغورسك
فيسوكوغورسك (بالروسية: Высокогорск) هي مدينة في مقاطعة بريمورسكي كراي في روسيا.